# خرافة العبيد الإيرلنديين

تتعلق خرافة العبيد الإيرلنديين باستخدام مصطلح «العبيد» الإيرلنديين كمزج بين الترحيل الجزائي والعبودية التعاقدية للشعب الإيرلندي خلال القرنين السابع عشر والثامن عشر. قام بعض القوميين البيض مع غيرهم من الراغبين في الحدّ من تجربة العبودية الوراثية للأفارقة وذريتهم باستخدام الخرافة ذات مغالطة التكافؤ الخاطئ لتشجيع العنصرية ضد الأفارقة الأمريكيين أو الادّعاء بأنهم صريحون للغاية في سعيهم لتحقيق العدالة. استشهد بعض الناشطين الإيرلنديين بخرافة العبيد الإيرلنديين بهدف تسليط الضوء على الاضطهاد البريطاني للشعب الإيرلندي والتعتيم على تاريخ التورط الإيرلندي في تجارة الرقيق عبر المحيط الأطلسي.
شاعت الخرافة منذ تسعينيات القرن الماضي على أقل تقدير، واستُخدمت في الميمات على الإنترنت وفي مناقشات وسائل التواصل الاجتماعي. سخّر الأكاديميون والمؤرخون الإيرلنديون في عام 2016 كتاباتهم لإدانة الخرافة.

## الخلفية
تعود فكرة استعباد الشعب الإيرلندي إلى تاريخ بعيد. وفقًا للمؤرخ ليام كينيدي، شاعت الفكرة بين حركة شباب أيرلندا في القرن التاسع عشر. ادّعى جون ميتشل بصراحة أن الإيرلنديين قد استُعبدوا بالفعل، على الرغم من دعمه تجارة العبيد الأفارقة عبر المحيط الأطلسي.
استخدمت بعض الكتب مصطلح «العبيد» للإشارة إلى الأسرى الإيرلنديين الذين أُجبروا على ترك منازلهم في أيرلندا ليُنقلوا إلى الخارج على متن السفن رغمًا عن إرادتهم إلى العالم الجديد، وخاصةً إلى المستعمرات البريطانية. أشار مصطلح «العبيد» أو «عبيد العقود» إلى نظام عبودية تعاقدية متعدد السنوات و«محدد زمنياً» وغير دائم. كان مصطلح «عبيد متعاقدين» المصطلح القانوني البريطاني المستخدم، سواء تطوع العبد بهدف نقله أو اختُطف وأُجبر على الصعود على متن السفن. على أي حال، أشار الفلكلور الإيرلندي إلى جانب العديد من الكتب على امتداد عدّة قرون إلى العمال الأسرى باسم «العبيد» الإيرلنديين حتى في القرن العشرين.
خلال القرن السابع عشر، هاجر عشرات الآلاف من العبيد المتعاقدين من الجنسيتين البريطانية والإيرلندية إلى أمريكا البريطانية. دخل معظم هؤلاء في نظام العبودية التعاقدية في الأمريكتين لعدد محدد من السنوات طواعيةً مقابل دفع أجور نقلهم عبر المحيط الأطلسي، ولكن نُقل ما لا يقل عن 10000 شخص منهم كنوع من العقاب بعد تمردهم ضد الحكم الإنجليزي في أيرلندا أو بهدف عقابهم على جرائم أخرى، ثم أُجبروا بعدها على العمل القسري لفترة معينة.
استعبدت تجارة العبيد عبر المحيط الأطلسي خلال الفترة ذاتها ملايين الأفارقة ونقلتهم إلى الأمريكتين والمستعمرات البريطانية، حيث أُجبروا على العمل. استفاد الإيرلنديون من التجارة الأفريقية في أيرلندا وأفريقيا ومنطقة البحر الكاريبي، بصفتهم تجارًا ومستثمرين ووسطاء تجاريين وملاكًا للعبيد. تورد المؤرخة نيني رودجرز: «أنتجت كل مجموعة في أيرلندا تجارًا استفادوا من تجارة الرقيق ومستعمرات العبيد الآخذة في الاتساع». على عكس العبيد المتعاقدين الإيرلنديين، استمرت عبودية الأفارقة المستعبدين عمومًا مدى الحياة، وفُرضت العبودية على أطفالهم عند الولادة. أُخضع الأفارقة بصورة منهجية وشرعية إلى عبودية موروثة دامت مدى الحياة لم يتعرض الإيرلنديون لمثلها على الإطلاق. تحوّل أحفاد العبيد الأفارقة المستقبليون إلى مِلكية.